# 鳳飛飛

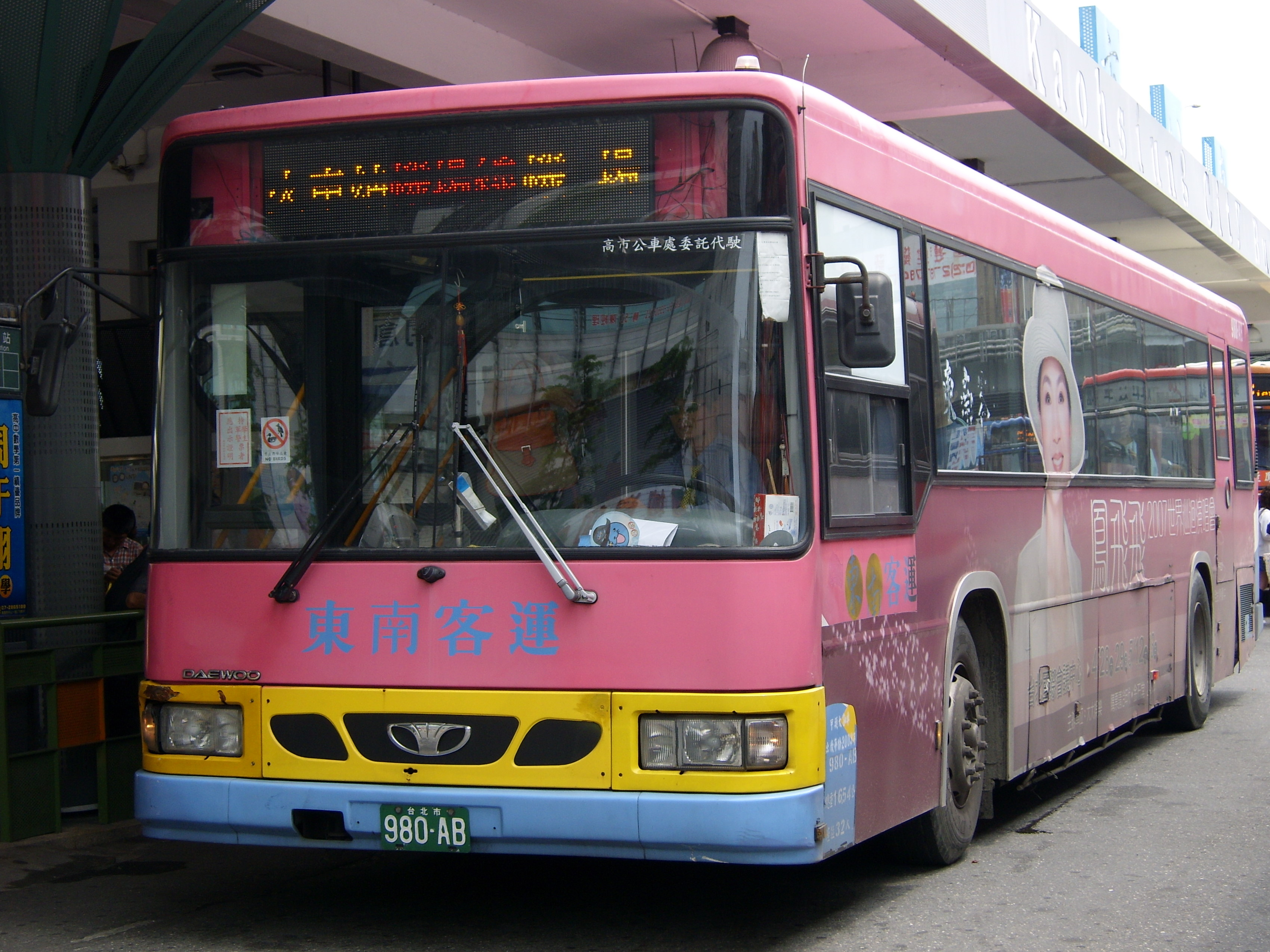
「鳳飛飛2007世界巡迴演唱會」公車廣告

林秋鸞（1953年8月20日—2012年1月3日），藝名鳳飛飛，綽號帽子歌后、勞工天使等，臺灣女歌手、演員、主持人。至今，她在臺灣、中國大陸及東南亞華語社群具有舉足輕重的地位。
她的演藝生涯約開始於1970年代初期。後來，她以《掌聲響起》、《我是一片雲》等，而廣為人知。她也於侯孝賢導演之電影作品《就是溜溜的她》及《風兒踢踏踩》擔任女主角。2012年1月3日，她因肺癌（肺腺癌）惡化等，於聖德肋撒醫院過世。在臨終前欲隱瞞死訊2年，但兒子跟助理阻止，最後決定辦完後事，於逝後41天(2月13日)，才對外宣布。
她於1980年至1984年連續獲提名於金鐘獎最佳女歌手獎項，並於1982年及1983年獲頒該獎項，為史上唯一蟬聯此獎項的女歌星。她也曾獲提名於金鐘獎最佳綜藝節目主持人獎獎項，其主持之節目亦二度入圍金鐘獎最佳綜藝節目獎獎項。2013年，臺灣演藝界人士分別在第24屆金曲獎及第48屆金鐘獎頒予她「特別貢獻獎」獎項。

## 演藝生涯

### 1967年—1978年
1953年，鳳飛飛出生于桃園縣大溪鎮。1967年，14歲的鳳飛飛離家到臺北縣三重市租屋，參加台北市民聲廣播電台歌唱訓練班2期共6個月的課程，受教於資深歌手駱明。課程結束後，鳳飛飛參加民聲廣播電台的歌唱比賽，决赛演唱歌曲〈王昭君〉败北，但在後兩屆的比赛中都獲得冠軍。之後，鳳飛飛取了第一個藝名:林茜，
駱明 帶著她和其他學生到台北市蓬萊閣餐廳駐唱。多年後2012年，駱明 拿出珍藏45年的民聲廣播電台歌唱訓練班報名表，表上有鳳飛飛當時以本名「林秋鸞」的親筆簽名。
1971年9月，鳳飛飛灌錄生平第一首歌曲《初見一日》，收錄於《歌林金曲唱片》。同年11月參演華視開台大戲《燕雙飛》及演唱同名主題曲;並採納製作人張宗榮的建議，將藝名改為「鳳飛飛」
1972年1月，鳳飛飛加盟海山唱片；3月時，推出個人首張專輯《祝你幸福》。
自1973年起，鳳飛飛的演藝事業開始多元發展。該年2月，鳳飛飛首次登陆中視綜藝節目《金曲獎》，演唱〈紅薔薇〉，這也是鳳飛飛首次以歌手的身分上電視演唱；同月，與中視簽下基本歌星合約，並參與主持中視綜藝節目《每日一星》。

1975年3月，鳳飛飛加盟台視，並參與錄製白嘉莉主持的《銀河璇宮》，同月參與電視專輯《歌星之夜》。
1975年4月4日，鳳飛飛在台北市中山堂舉辦第一次歌友聯歡會。

1976年7月，鳳飛飛在台視主持台灣史上第二個現場直播綜藝節目《我愛周末》，也是她第一次擔綱主持綜藝節目。同年9月，鳳飛飛與海山唱片爆發合約糾紛並跳槽歌林唱片，她推出加盟歌林後的首張專輯《星語》，當月榮獲《電視綜合週刊》舉辦的第一屆「電視金像獎」年度最佳電視歌星榜首。
1978年6月，鳳飛飛第一次參演電影《春寒》；12月時，鳳飛飛因節目表演時有人開黃腔，被連累遭到行政院新聞局的「歌監」，禁止公開演出三個月。

### 1979年—1995年
1979年1月，鳳飛飛赴紐約主持「自由藝人愛國慈善義演會」，返台獲中國國民黨中央海外工作會、文化工作會和行政院新聞局頒獎表揚。

1980年3月，鳳飛飛與香港旅遊業商人趙宏琦註冊結婚。1980年8月，鳳飛飛舉行首次台灣巡迴演出，分別在台北市狄斯角夜總會、台中市聯美大歌廳、台南市元寶大歌廳以及高雄市喜相逢大歌廳登台表演。同年，鳳飛飛和鄧麗君一起入圍第15屆金鐘獎設立的首屆「女歌星演員獎」，共同角逐該獎項。

1981年10月，她以僑胞身分返台參加中華民國國慶閱兵大典，獲僑委會頒贈「愛國僑胞獎」；並赴台中加工出口區（位於今台中市潭子區）及楠梓加工出口區（位於今高雄市楠梓區）訪問，被譽為「勞工天使」。同年，鳳飛飛再度入圍第16屆金鐘獎「女歌星演員獎」。
1982年1月10日，凤飞飞於國父紀念館舉行「鳳情千千萬－三民主義飛向大陸義演會」，籌款新台幣300萬元全數捐給中國大陸災胞救濟總會（救總）做為空飄基金，並獲救濟總會頒贈感謝狀。3月13日，鳳飛飛榮獲第17屆金鐘獎「女歌星演員獎」，由該獎項首屆得主鄧麗君頒獎，這是兩位巨星唯一一次同台的珍貴歷史畫面。

1983年3月，鳳飛飛再度角逐並蟬聯第18屆金鐘獎「女歌星演員獎」，她成為該獎項史上第一位也是唯一蟬聯的歌后（1980年-1984年連續五年入圍金鐘獎）。7月2日，鳳飛飛在台北市立中山醫院接受右耳手術，替右耳裝上人工耳膜，治療12歲時因戲水所導致長達18年的耳疾。1983年8月7日，全台鳳迷在來來香格里拉大飯店（今台北喜來登大飯店）為鳳飛飛慶祝30歲生日，並宣佈將成立「鳳之友聯誼會」，此為台灣第一個非商業性質且有組織的歌友團體。
8月20日，「鳳之友聯誼會」正式成立；鳳迷自稱「彩虹」，尊稱鳳飛飛為「鳳姊」，趙宏琦為「鳳姊夫」，林鴻明為「鳳二哥」。直至2001年1月1日，「鳳之友聯誼會」更名為「鳳友會」。
1984年8月11日，中視《飛上彩虹》開播，此節目是鳳飛飛主持的第五個常態性綜藝節目，也是她婚後主持的第一個節目，該節目並於翌年獲得金鐘獎最佳綜藝節目獎提名。
1988年，鳳飛飛以主持的我愛彩虹再次獲得金鐘獎最佳綜藝節目獎提名，她也首度入圍最佳綜藝節目主持人獎。
1989年2月，鳳飛飛的獨子趙彣霖出生。

1990年，睽違歌壇三年的鳳飛飛發行全新國語專輯《浮世情懷》，首版銷售近30萬張。

### 1996年—2010年
1996年，鳳飛飛受邀參加中華民國時任總統李登輝的就職典禮，擔任演唱嘉賓，演唱代表作《掌聲響起》。 
1997年4月，鳳飛飛主持台視《飛上彩虹》，搭檔為費玉清，由於收視不理想，於同年10月停播；該節目是鳳飛飛主持的第六個、也是最後一個常態性綜藝節目。 
2000年2月，華視邀請鳳飛飛與張菲、費玉清共同錄製《龍虎綜藝王－新春特別節目》。 
自2003年起，鳳飛飛約每隔兩年舉辦一次個人巡迴演唱會。
- 2003年10月31日，「鳳飛飛35周年演唱會」於高雄市至德堂揭開序幕，後前往台北國際會議中心和新加坡室內體育館演出，共計演出六場。
- 2005年5月6日，「鳳飛飛2005演唱會」於台北國際會議中心举办，並陸續在台中、高雄、台南演出；2006年，鳳飛飛於台灣場次結束後，赴新加坡與馬來西亞各舉辦一場演唱會。
- 2007年4月13日，「鳳飛飛2007世界巡迴演唱會」於高雄市至德堂開唱，陸續至台北、台南、台中、新竹演出，9月轉往上海登台。
- 2008年5月20日，鳳飛飛獲邀至中華民國第十二任正副總統馬英九、蕭萬長的就職典禮擔任壓軸嘉賓，演唱《做個快樂歌手》與《掌聲響起》兩首歌曲[11]。
- 2009年12月4日，鳳飛飛「2009流水年華演唱會」在高雄市至德堂開唱；
- 2010年1月8日，再於台北國際會議中心連辦三場演唱會，而後鳳飛飛陸續至新竹、台中、台南演出，台中場打破惠蓀堂有史以來演唱會最多入場人數的紀錄；同年10月起，「流水年華演唱會」移師海外，分別於新加坡、馬來西亞演出。

### 2011年—2012年
2011年5月时，鳳飛飛原訂6月至7月於臺北小巨蛋和高雄小巨蛋舉行演唱會，但因為她籌備練唱時發現聲帶有異樣而延期，並且於休養治療期間發現罹患肺腺癌影響到聲帶，決定取消演唱會並尋求治療。
2012年1月3日，凌晨3時19分，鳳飛飛因病情惡化於香港聖德肋撒醫院病逝；2月12日，骨灰長眠於故鄉桃園大溪的佛光山寶塔寺。同年5月16日，中華民國時任總統馬英九公布鳳飛飛褒揚令，褒揚令中稱鳳飛飛為「庶民歌后」；鳳飛飛獨子趙彣霖於同月15日赴台灣領取鳳飛飛的褒揚令時，由於家屬不希望對外公開，所以總統府未公開該行程。
2013年7月6日，鳳飛飛獲追頒第24屆金曲獎「特別貢獻獎」；同年10月25日，再獲追頒第48屆金鐘獎「特別貢獻獎」。

### 紀念
2019年8月20日，Google doodle紀念鳳飛飛66歲冥誕。

## 歌唱特色
鳳飛飛的歌唱特色在於其高超的轉音技巧，及對不同歌曲有不同詮釋，在歌曲中可以聽見她時而感傷、悠美、嬌羞或鏗鏘有力等不同表達方式，讓人百聽不厭。出道初期，鳳飛飛的發音咬字問題為其歌唱生涯的成長過程，在那個崇尚國語發音字正腔圓的時代，鳳飛飛演唱自己的歌曲時，常不自覺在歌詞中夾帶台灣國語發音。。

## 音樂作品
歌唱代表作有《祝你幸福》、《流水年華》、《楓葉情》、《我是一片雲》、《溫暖的秋天》、《奔向彩虹》、《愛不完的你》、《雁兒在林梢》、《一顆紅豆》、《我是中國人》、《追夢人》、《掌聲響起》、《想要彈同調》、《心肝寶貝》、《想要跟你飛》等。
學者李明璁等人的合著，將鳳飛飛「帽子歌后」的形象，作為進入電視時代後流行歌手樹立個人獨特形象的事例之一。據他們引述的統計，鳳飛飛共有52張唱片的封面採用戴帽子的造型（該統計認為鳳飛飛共有81張唱片）。

### 錄音室專輯
- 海山唱片

|    | 專輯                          | 製作人       | 發行日期   |
| 01 | 祝你幸福                      | 黃敏／吳景中 | 1972年3月  |
| 02 | 五月的花                      | 黃敏／吳景中 | 1972年6月  |
| 03 | 我沒有錯                      |              | 1972年9月  |
| 04 | 愛的禮物                      |              | 1973年3月  |
| 05 | 串串風鈴響                    |              | 1973年6月  |
| 06 | 你是否忘記了                  |              | 1973年9月  |
| 07 | 花謝花飛飛滿天                |              | 1973年9月  |
| 08 | 雷風雨                        |              | 1973年12月 |
| 09 | 我不能沒信心                  |              | 1974年3月  |
| 10 | 碧城故事                      |              | 1974年6月  |
| 11 | 半山飄雨半山晴                |              | 1974年9月  |
| 12 | 雪花片片                      |              | 1974年10月 |
| 13 | 有真情有活力                  |              | 1974年11月 |
| 14 | 銀浪                          |              | 1974年11月 |
| 15 | 十七、十八                    |              | 1974年12月 |
| 16 | 巧合                          |              | 1975年3月  |
| 17 | 情場就是戰場                  |              | 1975年3月  |
| 18 | 當我認識你                    |              | 1975年8月  |
| 19 | 呼喚、流雲                    |              | 1975年12月 |
| 20 | 鳳飛飛懷念歌曲-意難忘         |              | 1976年1月  |
| 21 | 楓葉情                        |              | 1976年3月  |
| 22 | 溫暖在秋天                    |              | 1976年6月  |
| 23 | 鳳飛飛懷念歌曲-春風吻上我的臉 |              | 1976年6月  |
| 24 | 夏日假期玫瑰花                |              | 1976年7月  |
| 25 | 秋纏                          |              | 1976年9月  |
| 26 | 楓葉情 (單曲)                 |              | 1976年9月  |
| 27 | 明天廿歲                      |              | 1976年9月  |
| 28 | 落葉飄飄                      |              | 1976年10月 |

- 歌林唱片

|    | 專輯                   | 製作人         | 發行日期   |
| 29 | 星語                   | 鄭貴昶／劉家昌 | 1976年10月 |
| 30 | 永遠懷念的金曲         | 李國強         | 1976年11月 |
| 31 | 我是一片云 (專輯)      | 李國強         | 1977年1月  |
| 32 | 台灣民謠專集           |                | 1977年3月  |
| 33 | 奔向彩虹               |                | 1977年6月  |
| 34 | 台灣民謠歌謠專集 第2輯 |                | 1977年12月 |
| 35 | 月朦朧鳥朦朧 (專輯)    |                | 1978年1月  |
| 36 | 花有情花有愛           |                | 1978年4月  |
| 37 | 晨霧                   |                | 1978年8月  |
| 38 | 懷念國語歌曲 (二)      |                | 1978年9月  |
| 39 | 一顆紅豆 (專輯)        |                | 1978年11月 |

- 東尼機構

|    | 專輯                        | 製作人 | 發行日期   |
| 40 | 東尼懷念歌曲 玫瑰玫瑰我愛你 |        | 1977年     |
| 41 | 鳳飛飛招牌歌曲專輯          |        | 1977年10月 |
| 42 | 東尼懷念歌曲 夜來香         |        | 1978年1月  |
| 43 | 東尼懷念歌曲 蘋果花         |        | 1978年4月  |
| 44 | 東尼懷念歌曲 嘆十聲         |        | 1978年     |

- 大華唱片

|  | 專輯                                      | 製作人 | 發行日期 |
|  | 鳳飛飛為你演唱60分鐘 - 鳳飛飛蒞星現場錄音 |        | 1978年   |

- 寶麗金唱片

|    | 專輯           | 製作人 | 發行日期  |
| 45 | 鳳飛飛名曲精選 | 關維麟 | 1979年4月 |

- 歌林唱片

|    | 專輯                    | 製作人 | 發行日期   |
| 46 | 雁兒在林梢 (專輯)       |        | 1979年2月  |
| 47 | 一片深情                |        | 1979年6月  |
| 48 | 秋蓮                    |        | 1979年10月 |
| 49 | 台灣民謠歌謠專集 第三集 |        | 1979年12月 |
| 50 | 金盞花 (專輯)           |        | 1980年3月  |
| 51 | 就是溜溜的她 (專輯)     |        | 1980年11月 |

- 東尼機構

|    | 專輯           | 製作人 | 發行日期                             |
| 52 | 愛你在心口難開 | 何慶清 | 1981年2月                            |
| 53 | 鳳飛飛精粹     | 何慶清 | 海外版：1980年11月 台灣版：1981年5月 |

- 寶麗金唱片

|    | 專輯                   | 製作人 | 發行日期 |
| 54 | 鳳飛飛成名曲專輯 Vol.2 |        | 1981年   |

- 歌林唱片

|    | 專輯                                                 | 製作人                 | 發行日期   |
| 55 | 好好愛我                                             | 李富興                 | 1981年10月 |
| 56 | 鳳情千千萬：三民主義飛向大陸義演晚會實況錄音紀念唱片 |                        | 1982年1月  |
| 57 | 我是中國人                                           | 劉家昌／李富興／呂子厚 | 1982年7月  |
| 58 | 鳳飛飛台灣民謠歌謠專輯                               |                        | 1982年8月  |
| 59 | 你來了                                               | 李富興                 | 1982年12月 |
| 60 | 出外的人                                             | 馬兆駿                 | 1983年4月  |
| 61 | 相思爬上心底                                         | 李富興                 | 1983年8月  |
| 62 | 不知怨                                               | 童安格／馬兆駿         | 1983年12月 |

- 北聯唱片

|    | 專輯 | 製作人 | 發行日期  |
| 63 | 仲夏 | 何慶清 | 1984年7月 |
| 64 | 彤彩 | 何慶清 | 1985年4月 |

- 歌林唱片

|    | 專輯     | 製作人         | 發行日期   |
| 65 | 自我挑戰 | 何慶清／呂子厚 | 1985年12月 |
| 66 | 掌聲響起 | 呂子厚         | 1986年9月  |

- 藍與白唱片

|         | 專輯                    | 製作人 | 發行日期  |
| 67      | 鳳飛飛 87（什麼樣的你） | 何應清 | 1987年6月 |
| 68 / 69 | 鳳飛飛1968~1988珍藏版   | 何慶清 | 1988年2月 |

- 真善美聲視

|    | 專輯                     | 製作人      | 發行日期   |
| 70 | 浮世情懷                 | 陳揚/羅大佑 | 1991年2月  |
| 71 | 今天的女人和那昨天的女孩 | 羅大佑      | 1991年11月 |

- 科藝百代

|    | 專輯           | 製作人               | 發行日期  |
| 72 | 想要彈同調     | 何慶清／羅大佑       | 1992年8月 |
| 73 | 陪傷心人說往事 | 飛飛音樂工作室／陳揚 | 1994年8月 |
| 74 | 思念的歌       | 飛飛音樂工作室       | 1995年6月 |

- 環球國際音樂

|    | 專輯                       | 製作人 | 發行日期  |
| 75 | 鳳飛飛35週年演唱會實況專輯 |        | 2004年1月 |

- 金牌大風

|    | 專輯                         | 製作人 | 發行日期   |
| 76 | 《想要跟你飛》（新歌＋精選） |        | 2009年12月 |

- 環球國際音樂

|    | 專輯     | 製作人 | 發行日期  |
| 77 | 鳳聲歲月 |        | 2015年2月 |

### 精選輯
- 海山唱片發行鳳飛飛金唱片第1至9集(第八、九集曲目皆與同年發行的兩張懷念歌曲專輯相同，只有封面改變)[25]

- 歌林唱片

|    | 專輯                        | 製作人 | 發行日期  |
| 10 | 飛向彩虹 (一)               |        | 1984年8月 |
| 11 | 飛向彩虹 (二)               |        | 1984年8月 |
| 12 | 鳳飛飛回顧篇 鳳飛飛專輯(一) |        | 1986年1月 |
| 13 | 草根歌謠 鳳飛飛專輯(一)     |        | 1986年1月 |
| 14 | 草根歌謠 鳳飛飛專輯(二)     |        | 1986年1月 |

- 東尼機構

|    | 專輯           | 製作人 | 發行日期  |
| 15 | 鳳飛飛金曲精選 |        | 1987年7月 |

- 歌林唱片

|    | 專輯                   | 製作人 | 發行日期   |
| 16 | 飛向彩虹 (三)          |        | 1987年12月 |
| 17 | 飛向彩虹 (四)          |        | 1987年12月 |
| 18 | 鳳情千千萬 1           |        | 1990年8月  |
| 19 | 鳳情千千萬 2           |        | 1990年8月  |
| 20 | 鳳情千千萬 3           |        | 1990年8月  |
| 21 | 鳳情千千萬 4           |        | 1990年8月  |
| 22 | 鳳情千千萬 5           |        | 1990年8月  |
| 23 | 鳳情千千萬 6           |        | 1990年8月  |
| 24 | 鳳飛飛24Ｋ黃金ＣＤ版１ |        | 1991年11月 |
| 25 | 鳳回首1                |        | 1992年8月  |
| 26 | 鳳回首2                |        | 1992年8月  |
| 27 | 鳳回首3                |        | 1992年8月  |
| 28 | 鳳回首4                |        | 1992年8月  |

- 吉馬唱片

|    | 專輯           | 製作人 | 發行日期   |
| 29 | 鳳飛飛百萬金曲 |        | 1996年12月 |

- 科藝百代

|    | 專輯             | 製作人         | 發行日期  |
| 30 | 想要彈同調精選輯 | 飛飛音樂工作室 | 1997年6月 |

- 歌林唱片

|    | 專輯                   | 製作人 | 發行日期   |
| 31 | 鳳飛飛30週年飛精選CD書 |        | 1998年9月  |
| 32 | 鳳飛飛30週年飛精選 3   |        | 1999年2月  |
| 33 | 鳳飛飛30週年飛精選 4   |        | 1999年10月 |
| 34 | 新鳳回首1              |        | 2000年1月  |
| 35 | 新鳳回首2              |        | 2000年1月  |
| 36 | 新鳳回首3              |        | 2000年1月  |
| 37 | 新鳳回首4              |        | 2000年1月  |

- 天碟唱片

|    | 專輯               | 製作人 | 發行日期   |
| 38 | 天碟大賞 鳳飛飛 I  |        | 2001年12月 |
| 39 | 天碟大賞 鳳飛飛 II |        | 2001年12月 |
| 40 | 台語民謠金曲       |        | 2002年1月  |

- 華特唱片

|    | 專輯           | 製作人 | 發行日期   |
| 41 | 彩虹金典I      |        | 2002年10月 |
| 42 | 掌聲響起經典輯 |        | 2003年9月  |

- 音橋唱片

|    | 專輯               | 製作人 | 發行日期   |
| 43 | 鳳飛飛懷念國語金曲 |        | 2003年10月 |
| 44 | 鳳飛飛台灣民謠     |        | 2003年10月 |

- 飛躍經紀

|    | 專輯     | 製作人 | 發行日期   |
| 45 | 飛藏金選 |        | 2003年10月 |

- 滾石唱片

|    | 專輯                                    | 製作人               | 發行日期   |
| 46 | 2003年鳳飛飛演唱會紀念CD 經典名曲系列   | 大大國際股份有限公司 | 2003年11月 |
| 47 | 2003年鳳飛飛演唱會紀念CD 電影主題曲系列 | 大大國際股份有限公司 | 2003年11月 |

- 飛躍經紀

|    | 專輯                   | 製作人 | 發行日期  |
| 48 | 我們的主題曲都是鳳飛飛 |        | 2005年4月 |
| 49 | 我的偶像鳳飛飛         |        |           |

- 華特唱片

|    | 專輯           | 製作人 | 發行日期  |
| 50 | 台灣民謠經典輯 |        | 2006年5月 |

- 飛躍經紀

|    | 專輯                    | 製作人 | 發行日期  |
| 51 | 鳳飛飛1976-1986飛藏金選 |        | 2008年2月 |

- 歌林唱片

|    | 專輯                     | 製作人 | 發行日期  |
| 52 | 掌聲響起*好好愛我        |        | 2009年1月 |
| 53 | 鳳飛飛電影主題曲         |        | 2012年3月 |
| 54 | 月朦朧鳥朦朧*癡癡地等    |        | 2012年3月 |
| 55 | 鳳飛飛台語最經典鑼聲若響 |        | 2012年3月 |
| 56 | 好好愛我(精選集)         |        | 2012年3月 |

- 索尼音樂

|    | 專輯            | 製作人 | 發行日期  |
| 57 | 不朽 鳳飛飛傳奇 |        | 2012年3月 |

- 金牌大風

|    | 專輯               | 製作人 | 發行日期  |
| 58 | 想要跟你飛紀念精選 |        | 2012年5月 |

- 索尼音樂

|    | 專輯                    | 製作人 | 發行日期  |
| 59 | 鳳飛飛臺灣歌謠 紀念彩膠 |        | 2012年6月 |
| 60 | 百年流傳 臺灣歌謠       |        | 2012年6月 |

- 金牌大風

|    | 專輯             | 製作人 | 發行日期   |
| 61 | 想要彈同調最精選 |        | 2012年10月 |

- 索尼音樂

|    | 專輯       | 製作人 | 發行日期   |
| 62 | 鳳懷鄉土情 |        | 2012年11月 |

#### 7吋小唱片
- 海山唱片

|    | 專輯                | 製作人 | 發行日期   |
| 01 | 有真情有活力        |        | 1974年11月 |
| 02 | 銀浪                |        | 1974年11月 |
| 03 | 雲飛何處            |        | 1974年12月 |
| 04 | 情場就是戰場        |        | 1975年3月  |
| 05 | 大江東去 電影原聲帶 |        | 1976年1月  |
| 06 | 秋纏                |        | 1976年9月  |
| 07 | 楓葉情 (單曲)       |        | 1976年9月  |

### 合輯
- 歌林唱片

|    | 專輯         | 製作人 | 發行日期  |
| 01 | 歌林金曲唱片 |        | 1971年9月 |

- 海山唱片

|    | 專輯                          | 製作人 | 發行日期   |
| 02 | 金獅村、燕雙飛                |        | 1971年11月 |
| 03 | 恩情滴滴淚                    |        | 1972年7月  |
| 04 | 小鳳阿姨〈江霞個人專輯〉      |        | 1972年7月  |
| 05 | 東南西北風                    |        | 1972年9月  |
| 06 | 昨晚〈湯家豪個人專輯〉        |        | 1973年7月  |
| 07 | 一家人                        |        | 1973年8月  |
| 08 | 早晨再見                      |        | 1974年4月  |
| 09 | 金鑲玉、三百磅                |        | 1975年5月  |
| 10 | 海山唱片精選歌曲專集第四集    |        | 1975年5月  |
| 11 | 鄉下畢業生                    |        | 1975年7月  |
| 12 | 近水樓台                      |        | 1975年8月  |
| 13 | 群星大會串-徵選歌曲專輯第二期 |        | 1975年10月 |
| 14 | 娃娃谷電影原聲帶              |        | 1976年1月  |
| 15 | 溫暖的秋天〈嵐依風個人專輯〉  |        | 1976年1月  |
| 16 | 不一樣的愛                    |        | 1976年3月  |
| 17 | 群星大會串-徵選歌曲專輯第三期 |        | 1976年9月  |
| 18 | 桂花香                        |        | 1976年9月  |
| 19 | 台北66                        |        | 1977年1月  |

- 歌林唱片

|    | 專輯            | 製作人 | 發行日期  |
| 20 | 歌林金唱片 (四) |        | 1978年    |
| 21 | 精選優良歌曲 3  |        | 1978年9月 |
| 22 | 時代心聲        |        | 1979年1月 |
| 23 | 歌林金曲 (五)   |        | 1979年2月 |

- 中國電視公司出版部

|    | 專輯         | 製作人 | 發行日期   |
| 24 | 中視十年紀念 | 梅長齡 | 1979年10月 |

- 歌林唱片

|    | 專輯          | 製作人 | 發行日期  |
| 01 | 歌林金曲 (六) |        | 1980年6月 |

- 北聯唱片

|    | 專輯                | 製作人 | 發行日期  |
| 02 | 《豆芽夢 電影專輯》 |        | 1984年5月 |

- 華倫唱片

|    | 專輯   | 製作人 | 發行日期 |
| 03 | 手牽手 |        | 1985年   |

- 歌林唱片

|    | 專輯                      | 製作人 | 發行日期 |
| 04 | 懷念電影主題曲精選輯 (一) |        | 1986年   |
| 05 | 懷念電影主題曲精選輯 (二) |        | 1986年   |

- 滾石唱片

|    | 專輯 | 製作人 | 發行日期  |
| 06 | 原鄉 |        | 1991年9月 |

- 波麗佳音

|    | 專輯                | 製作人 | 發行日期 |
| 07 | 戲夢人生 電影原聲帶 |        | 1993年   |

- 歌林天龍唱片

|    | 專輯                                 | 製作人 | 發行日期 |
| 08 | 板凳電影音樂會之三廳文藝電影歌曲(一) |        |          |
| 09 | 板凳電影音樂會之三廳文藝電影歌曲(二) |        |          |
| 10 | 板凳電影音樂會之劉家昌式電影情歌(一) |        |          |
| 11 | 板凳電影音樂會之劉家昌式電影情歌(二) |        |          |
| 12 | 板凳電影音樂會之瓊瑤式愛情夢幻(上)   |        |          |
| 13 | 板凳電影音樂會之瓊瑤式愛情夢幻(下)   |        |          |

#### 演奏版音樂專輯
- 北聯唱片

- 1984年7月 - 《仲夏專輯立體音樂演奏》
- 1984年7月 - 《仲夏專輯立體KARAOKE音樂伴奏》

- EMI

- 1993年4月 - 《想要彈同調(音樂篇)》

### 電影單曲
| 年份   | 電影片名           | 歌曲名稱                                                     |
| 1972年 | 東南西北風         | 不同的心情                                                   |
| 1973年 | 串串風鈴響         | 串串風鈴響、風鈴人生                                         |
| 1973年 | 一家人             | 幸福的旅途、莫負好時光                                       |
| 1973年 | 蜜月追魂           | 你是否忘記了、我已變成你                                     |
| 1973年 | 天使之吻           | 寒星、笑笑笑、花謝花飛飛滿天、明日君再來、找不到原來的我     |
| 1973年 | 雷風雨             | 你呀！你、桃花又盛開、雷風雨、玫瑰花                         |
| 1973年 | 早婚               | 愛之歌、早婚、愛要讓他知道                                   |
| 1973年 | 我夫、我父、我子   | 我                                                           |
| 1973年 | 早晨再見           | 敲敲門                                                       |
| 1974年 | 碧城故事           | 碧城故事、回憶                                               |
| 1974年 | 愛的奇蹟           | 愛的奇蹟、往事如煙、我要問蒼天                               |
| 1974年 | 半山飄雨半山晴     | 半山飄雨半山晴、雨過天晴更美麗                               |
| 1974年 | 秋水伊人           | 又是秋天、與你同行                                           |
| 1974年 | 雪花片片           | 雪花片片                                                     |
| 1974年 | 十七十八           | 十七十八、十八年華                                           |
| 1974年 | 長情萬縷           | 銀浪、地久天長、活在快樂世界上、長情萬縷、                   |
| 1974年 | 雲飛何處           | 雲飛何處                                                     |
| 1975年 | 我愛傻瓜           | 巧合、我只要看見你、多看你一眼、追                           |
| 1975年 | 情場就是戰場       | 情場就是戰場、人生不能沒有愛、姑娘如花、山歌對唱             |
| 1975年 | 鄉下畢業生         | 城裡比鄉下好                                                 |
| 1975年 | 五嬌娃             | 五嬌娃、叮嚀                                                 |
| 1975年 | 翩翩情             | 原野之戀、歡聚在海之濱、翩翩情                               |
| 1975年 | 避孕大全           | 當我認識你、我配不上你                                       |
| 1975年 | 小姨(又名小姨懷春) | 小姨、不敢問自己                                             |
| 1975年 | 流雲               | 流雲、呼喚、野玫瑰、溫柔、再見夏天                           |
| 1976年 | 楓葉情             | 楓葉情、片片楓葉片片情、一千個微笑、青春                     |
| 1976年 | 不一樣的愛         | 不一樣的愛、花又開了、愛的夢兒最美麗                         |
| 1976年 | 溫暖在秋天         | 溫暖在秋天、那一瞥、長相憶                                   |
| 1976年 | 娃娃谷             | 娃娃谷                                                       |
| 1976年 | 夏日假期玫瑰花     | 夏日假期玫瑰花、風飛飛雲飛飛、記得我、有人喜歡你、我喜歡這裡 |
| 1976年 | 明天二十歲         | 明天二十歲、熱情、笑喝喝                                     |
| 1976年 | 落葉飄飄           | 落葉飄飄、甜甜的夢、我倆有春天                               |
| 1976年 | 秋纏               | 秋纏                                                         |
| 1976年 | 台北六十六         | 明年春天在台北                                               |
| 1976年 | 星語               | 星語、滿園花開、星兒告訴我                                   |
| 1977年 | 我是一片雲         | 我是一片雲、松林的低語、如果你是一片雲                       |
| 1977年 | 奔向彩虹           | 奔向彩虹(A) 、奔向彩虹(B) 、彩虹彩虹、追隨彩虹               |
| 1977年 | 太空式的愛情       | 一切你知道、山邊有小河                                       |
| 1978年 | 月朦朧鳥朦朧       | 月朦朧鳥朦朧、魂牽夢也繫、花開當珍惜、寄語多情人             |
| 1978年 | 晨霧               | 晨霧、那是愛情、霧來了                                       |
| 1979年 | 一顆紅豆           | 一顆紅豆、小小紅豆、伊人知否、自從與你相遇                   |
| 1979年 | 雁兒在林梢         | 雁兒在林梢、你可願留下（問雁兒）、又是黃昏到                 |
| 1979年 | 一片深情           | 一片深情、一湖春水、千里情、當那琴聲響起                     |
| 1979年 | 春寒               | 春寒、沒有泥土那有花、悲歡歲月、愛                           |
| 1979年 | 秋蓮               | 秋蓮、我們的春天、又見秋蓮、小路上、情在深處                 |
| 1980年 | 金盞花             | 金盞花、金盞花一朵朵、金盞花帶來了春天、你走進我的生命       |
| 1980年 | 鳳凰淚             | 三部情曲、吹過來的愛、塵夢                                   |
| 1981年 | 就是溜溜的她       | 就是溜溜的她、鄉間的風、又見溜溜的她（鍾鎮濤合唱）           |
| 1983年 | 四傻害羞           | 出外的人、哈囉、自個兒去打坐                                 |
| 1983年 | 血濺歸鄉路         | 歸鄉路                                                       |
| 1984年 | 醉太極             | 織棉被                                                       |
| 1984年 | 豆芽夢             | 涼呀涼                                                       |
| 1990年 | 靈狐               | 千生千世冤                                                   |
| 1993年 | 戲夢人生           | 寫佇雲頂的名                                                 |

### 歌詞創作
鳳飛飛填詞時，大多以筆名「雅志」為名。（除了《散發魅力》《最後的歌聲》由鳳飛飛名義填詞以外）
| 日期   | 歌曲             | 作曲                                     | 專輯                                                                                   |
| 1983年 | 《像我對你》     | 曹俊鴻                                   | 『不知怨』                                                                             |
| 1983年 | 《際遇》         | 馬兆駿                                   | 『不知怨』                                                                             |
| 1983年 | 《飛躍》         | 馬兆駿                                   | 『不知怨』                                                                             |
| 1983年 | 《挽情》         | 陳文玲                                   | 『不知怨』                                                                             |
| 1985年 | 《心路歷程》     | 中島美雪，原曲由中島美雪演唱《波の上》   | 『自我挑戰』                                                                           |
| 1985年 | 《北上列車》     | 熊美玲                                   | 『自我挑戰』                                                                           |
| 1986年 | 《今天的我》     | 吳大衛                                   | 『掌聲響起』                                                                           |
| 1987年 | 《第二次的期待》 | 中島美雪，原曲由中島美雪演唱《毒をんな》 | 『鳳飛飛 87』（什麽樣的你）                                                            |
| 1998年 | 《散發魅力》     | 葉旋                                     | 1986-87年錄製，無收錄專輯，收錄於1998年9月歌林天龍唱片發行的《鳳飛飛30週年飛精選CD書》 |
| 2011年 | 《最後的歌聲》   | 金木義則                                 | 鳳飛飛最後遺作，無收錄專輯                                                             |

## 演唱會
- 1982年1月10日 《鳳情千千萬：三民主義飛向大陸義演晚會》（台北國父紀念館）
- 2003年 《35週年個人演唱會》

| 日期           | 地點                   |
| 2003年10月31日 | 高雄市立文化中心至德堂 |
| 2003年11月1日  | 高雄市立文化中心至德堂 |
| 2003年11月14日 | 台北國際會議中心       |
| 2003年11月15日 | 台北國際會議中心       |
| 2003年11月16日 | 台北國際會議中心       |
| 2004年5月14日  | 新加坡室內體育館       |

- 2005年 《歲月與歌聲之旅／鳳飛飛2005演唱會》

| 日期           | 地點                       |
| 2005年5月6日   | 台北國際會議中心           |
| 2005年5月7日   | 台北國際會議中心           |
| 2005年5月8日   | 台北國際會議中心           |
| 2005年5月21日  | 台中中興大學惠蓀堂         |
| 2005年6月24日  | 高雄市立文化中心至德堂     |
| 2005年6月25日  | 高雄市立文化中心至德堂     |
| 2005年7月2日   | 台南市立文化中心           |
| 2006年4月8日   | 新加坡室內體育館           |
| 2006年10月21日 | 馬來西亞吉隆坡雲頂雲星劇場 |

- 2007年 《世界巡迴演唱會》

| 日期           | 地點                                      |
| 2007年4月13日  | 高雄市立文化中心至德堂                    |
| 2007年4月14日  | 高雄市立文化中心至德堂                    |
| 2007年4月28日  | 台北國際會議中心                          |
| 2007年4月29日  | 台北國際會議中心                          |
| 2007年5月12日  | 台北國際會議中心                          |
| 2007年5月13日  | 台北國際會議中心                          |
| 2007年5月27日  | 北京ING企業年會演唱會（北京大學百年講堂） |
| 2007年6月2日   | 台南成功大學中正堂                        |
| 2007年6月23日  | 台中中興大學惠蓀堂                        |
| 2007年6月30日  | 新竹市立體育館                            |
| 2007年9月15日  | 上海體育館                                |
| 2007年9月29日  | Las Vegas Mandalay Bay Events Center      |
| 2008年12月27日 | 新加坡室內體育館                          |
| 2009年3月14日  | 馬來西亞吉隆坡雲頂雲星劇場                |

- 2009年 《鳳飛飛流水年華演唱會》

| 日期           | 地點                                       |
| 2009年12月4日  | 高雄市立文化中心至德堂                     |
| 2009年12月5日  | 高雄市立文化中心至德堂                     |
| 2009年12月19日 | 台北國際會議中心                           |
| 2009年12月20日 | 台北國際會議中心                           |
| 2010年1月8日   | 台北國際會議中心                           |
| 2010年1月9日   | 台北國際會議中心                           |
| 2010年1月10日  | 台北國際會議中心                           |
| 2010年1月23日  | 新竹市立體育館                             |
| 2010年1月30日  | 台中中興大學惠蓀堂                         |
| 2010年2月27日  | 台南成功大學中正堂                         |
| 2010年10月23日 | 新加坡室內體育館                           |
| 2010年11月13日 | 2010丞燕萬人年會（國立體育大學綜合體育館） |
| 2010年11月20日 | 馬來西亞吉隆坡雲頂雲星劇場                 |

- 2011年 《鳳飛飛台灣歌謠演唱會》（延期[26]）

| 日期                | 地點             |
| 2011年6月25日（六） | 高雄巨蛋         |
| 2011年7月16日（六） | 台中戶外圓滿劇場 |
| 2011年7月30日（六） | 台北小巨蛋       |

## 主持

### 電視節目與大型晚會
| 日期                           | 頻道     | 節目名稱                                  | 備註 |
| 1976年7月10日 - 1976年12月24日 | 台視     | 《我愛周末》                              | 黃宗弘製作，每週六15:00～15:40現場直播                                                                     |
| 1977年4月30日 - 1978年6月3日   | 中視     | 《你愛周末》                              | 黃宗弘製作，在豪華酒店錄影，每週六 16:30～17:30播出                                                        |
| 1978年7月9日 - 1980年5月4日    | 中視     | 《一道彩虹》                              | 林鴻明製作，在豪華酒店錄影，每週日20:00～21:00播出                                                         |
| 1980年12月28日                 | 中視     | 《中視演藝人員慈善晚會》                  | 殘障年愛心義演會，中視與臺北市政府主辦，國華廣告協辦，馬挺、李元凱製作，蘇倩金、白汝珊助理導播，白國嘉導播 |
| 1984年5月20日                  | 三台聯播 | 《四海同心聯歡晚會》                      | 第七任總統、副總統就職慶祝大會，在臺北市中華體育館錄影，中視轉播，鳳飛飛與趙樹海主持，19:00～20:30播出     |
| 1984年8月11日 - 1984年12月8日  | 中視     | 《飛上彩虹》                              | 林鴻明製作，每週六20:00～21:30播出                                                                         |
| 1986年11月28日                 | 華視     | 行政院新聞局《好歌大家唱 巨星聯合演唱會》 | 葛福鴻製作，鳳飛飛與曹啟泰主持，王偉忠與倪重華策劃，王偉忠與李治平編劇，黃國治導播                         |
| 1987年6月14日 - 1988年1月9日   | 台視     | 《我愛彩虹》                              | 俞凱爾製作，在東光攝影棚錄影，每週六20:10～21:10播出                                                       |
| 1992年9月11日                  | 中視     | 《山水有情：中秋環保之夜》                | 中秋節特別節目，23:00～25:00播出                                                                           |
| 1994年5月1日                   | 台視     | 《台視卅二周年台慶演唱會》                | 台視32周年台慶特別節目，台視節目部丁琮鈴製作，鳳飛飛與田文仲主持，20:10～22:40播出                         |
| 1997年4月20日 - 1997年10月23日 | 台視     | 《飛上彩虹》                              | 鳳飛飛與費玉清主持                                                                                         |

### 特別節目
| 日期                        | 頻道 | 節目名稱                                                                                         |
| 1976年3月                   | 台視 | 《歌星之夜》                                                                                     |
| 1977年2月18日，13:00~14:00  | 台視 | 《抬頭見喜》                                                                                     |
| 1978年2月6日，21:45~23:30   | 中視 | 《飛來福》                                                                                       |
| 1980年11月9日，20:00~21:30  | 中視 | 《鳳飛飛專輯》                                                                                   |
| 1981年2月4日，20:00~21:30   | 中視 | 《鳳舞龍翔》（除夕特別節目）                                                                     |
| 1981年5月10日，20:00~21:00  | 中視 | 《五月的溫馨：鳳飛飛專集》（母親節特別節目，林鴻明製作，史俊明導播）                             |
| 1981年11月8日，20:00~21:30  | 中視 | 《鳳兒有情：鳳飛飛專輯》（曹湘梅製作，鳳飛飛與張菲主持，台中加工出口區及楠梓加工出口區協助製作） |
| 1982年1月24日，20:00~21:30  | 中視 | 《鳳情千千萬：三民主義飛向大陸義演晚會》                                                         |
| 1982年9月18日               | 中視 | 《湄南遊記：鳳飛飛泰國專輯》                                                                     |
| 1982年10月25日，20:00~21:03 | 中視 | 《鳳懷鄉土情（一）》                                                                             |
| 1983年3月27日               | 中視 | 《你來了》（俞凱爾、唐冀製作，白國嘉導播）                                                       |
| 1983年10月25日              | 中視 | 《鳳懷鄉土情（二）》                                                                             |
| 1983年12月                  | 中視 | 《浯江春曉》                                                                                     |
| 1984年2月1日，20:00~22:00   | 中視 | 《又見彩虹》（除夕特別節目，裴祥泉製作，王鈞編劇，鍾世驊、白國嘉導播）                           |
| 1985年10月25日              | 中視 | 《鳳懷鄉土情（三）》                                                                             |
| 1986年2月9日，20:00~22:00   | 台視 | 《有鳳來儀》                                                                                     |
| 1986年                      | 台視 | 《羣星之夜（鳳飛飛特集）》                                                                       |
| 1986年9月18日，21:30~23:00  | 台視 | 《彩虹飛月》（中秋節特別節目）                                                                   |
| 1991年3月31日，22:10~23:10  | 台視 | 《鳳飛飛專輯：浮世情懷》                                                                         |
| 1991年12月                  | 台視 | 《鳳飛飛專輯：今天的女人和昨天的女孩》                                                           |
| 1992年9月5日，21:30~22:30   | 中視 | 《鳳飛飛專輯：想要彈同調》                                                                       |
| 1995年2月2日，22:20~23:20   | 台視 | 《鸞鳳和鳴》（大年初三特別節目，鳳飛飛製作及主持）                                               |

## 戲劇作品

### 電視劇
| 日期                                                                 | 頻道 | 劇名                 | 角色 | 備註    |
| 1971年11月1日 - 12月31日 19:30-20:00                                 | 華視 | 《燕雙飛》           |      | 共45集  |
| 1972年1月3日 - 2月7日 19:30-20:00                                    | 華視 | 《兄弟英豪》         |      | 共31集  |
| 1972年6月26日 - 8月27日 19:30-20:00                                  | 華視 | 《開漳聖王》         |      | 共59集  |
| 1972年4月10日 - 5月11日 21:30-22:00；05月15日 - 08月19日 19:00-19:30 | 中視 | 《女神龍》           |      | 共104集 |
| 1972年4月16日 - 10月15日 20:30-21:00                                 | 華視 | 《西螺七劍》         |      | 共222集 |
| 1972年2月5日 - 6月3日 21:00-21:30                                    | 中視 | 《包公傳》           |      | 共18集  |
| 1972年10月31日 - 1973年1月28日 21:30-22:00                           | 華視 | 《鳳山虎》           |      | 共71集  |
| 1973年1月16日 - 3月18日 21:00-21:30                                  | 中視 | 《愛情十字路》       |      | 共62集  |
| 1973年10月22日 - 11月18日 18:55-19:45                                | 華視 | 《胭脂虎》           |      | 共21集  |
| 1974年2月23日 - 5月5日 18:00-19:30                                   | 華視 | 《一段情》           |      | 共9集   |
| 1974年6月                                                            | 台視 | 花月良宵 -《金鑲玉》 |      |         |

### 電影
| 日期       | 片名             | 角色   | 備註 |
| 1973年     | 《天使之吻》     |        | 客串演出歌廳歌星 演唱〈找不到原來的我〉導演：廖祥雄 主要演員：柯俊雄，甄珍，李慧慧 出品：聯合影業公司   |
| 1976年     | 《溫暖在秋天》   |        | 導演：李久壽 編劇：王培 主要演員：劉文正，張艾嘉，胡茵夢，谷名倫，鳳飛飛，劉秦雨，徐康泰 出品：天一影片 |
| 1976年     | 《明天二十歲》   |        | |
| 1979年6月  | 《春寒》         | 林秀蘭 | 導演：陳俊良 編劇：林煌坤 主要演員：鳳飛飛，梁修身，劉尚謙，葛香亭，歸亞蕾，李滔 出品：樺梁電影         |
| 1979年11月 | 《秋蓮》         |        | 導演：賴成英 編劇：侯孝賢 主要演員：鳳飛飛，梁修身，柯俊雄，高幸枝，郎雄，盧碧雲 出品：台馥電影         |
| 1981年10月 | 《鳳凰淚》       |        | 導演：楊甦 編劇：白添 主要演員：鳳飛飛，王羽，沈海蓉，李立群 出品：香港正明影業                         |
| 1980年1月  | 《就是溜溜的她》 | 潘文琦 | 導演：陳坤厚 編劇：侯孝賢 主要演員：鳳飛飛，陳友 出品：香港金世紀影片                                   |
| 1981年1月  | 《風兒踢踏踩》   |        | 導演：侯孝賢 編劇：侯孝賢 主要演員：鳳飛飛，陳友，石英，三叔公，梅芳 出品：香港金世紀影片               |
| 1983年3月  | 《四傻害羞》     |        | 導演：朱延平 編劇：姚慶康 主要演員：鳳飛飛，林青霞、孫越、陶大偉、許不了、方正 出品：龍祥影業公司       |

## 獎項紀錄

### 金嗓獎
| 年分         | 專輯                    |
| ------------ | ----------------------- |
| 1984年第六屆 | 鳳飛飛-夏的季節         |
| 1985年第七屆 | 鳳飛飛-彤彩(午夜的街頭) |
| 1986年第八屆 | 鳳飛飛-自我挑戰         |
| 1987年第九屆 | 鳳飛飛-什麼樣的你       |

### 綜合獎項
| 年份           | 作品                       | 獎項 | 結果         |
| -------------- | -------------------------- | --- | ------------ |
| 1968年         |                            | 參加台北中華電台歌唱比賽獲得冠軍。 | 獲獎         |
| 1974年         |                            | 首次赴新加坡演唱，榮獲東南亞十大歌星之一。 | 獲獎         |
| 1976年         |                            | 綜合周刊舉辦金像獎最受歡迎歌星榜首。 | 獲獎         |
| 1977年         |                            | 當選彎彎香皂公司舉辦的曲線最美小姐。。 | 獲獎         |
| 1978年         |                            | 獲得你我他電視周刊主辦的第一屆金嗓獎「最受歡迎十大歌星」、「最佳專輯唱片主唱歌星」、「最佳才藝歌星」、「話題最多歌星」與「最佳台風歌星」第一名，並以歌曲〈流水年華〉獲得「最喜愛歌曲」第一名。 首屆頒獎典禮由張小燕主持，也是鳳飛飛與主持人張小燕首度同台。 | 獲獎         |
| 1978年起       |                            | 蟬聯民生報主辦的第1屆到第8屆金嗓獎最受歡迎女歌星榜首。 | 獲獎         |
| 1979年         | 沒有泥土哪有花             | 以親自演唱的電影演出處女作春寒主題曲，入圍第16屆金馬獎最佳原創電影歌曲，並首度於該頒獎典禮上獻唱。 | 提名         |
| 1979年         |                            | 綜合周刊舉辦金像獎最受歡迎歌星。 | 獲獎         |
| 1980年         |                            | 入圍第15屆金鐘獎首次頒發的最佳女歌星獎。 | 提名         |
| 1980年         |                            | 美國第一夫人羅沙琳‧卡特贈簽名照及祝福語。 | 獲獎         |
| 1981年         |                            | 蟬聯入圍第16屆金鐘獎最佳女歌星獎。 | 提名         |
| 1981年         |                            | 新聞局銀盤獎嘉勉。 | 獲獎         |
| 1981年         |                            | 美國聖地牙哥大學國際知名藝人榮譽獎，美國雷根總統親函致賀。 | 獲獎         |
| 1981年7月21日  |                            | 中華文化基金會第一屆玉音獎，榮獲「華盛頓榮譽市民獎」和「馬里蘭州榮譽市民獎」。美國參議員馬賽爾斯贈送簽名及白宮圖片獎狀，同時華盛頓之市長拜瑞定該年之7月21日為「鳳飛飛日」。                                                                                 | 獲獎         |
| 1982年         | 鳳飛飛歌唱集               | 蟬聯第三度入圍第17屆金鐘獎最佳女歌星演員獎並首度獲獎（該獎第3屆，並由最佳女歌星獎更名為女歌唱演員獎），頒獎人是該獎首屆得主鄧麗君，這是兩位巨星唯一一次同台。                                                                                               | 獲獎         |
| 1982年5月1日   |                            | 當選模範勞工，獲文工會頒獎表揚。 | 獲獎         |
| 1983年         | 光復節特別節目－鳳懷鄉土情 | 連續第四年入圍第18屆金鐘獎最佳女歌星演員獎（該獎第4屆）並再次獲獎，為金鐘史上唯一蟬聯獲得此獎的女歌手。 | 獲獎         |
| 1983年         | 歌林廣告《舞獅打陀螺》     | 世界優良廣告選拔賽銀盤獎。 | 獲獎         |
| 1983年         |                            | 電視節目《鳳情千千萬》獲社會建設獎。 | 獲獎         |
| 1984年         |                            | 連續第五年入圍第19屆金鐘獎最佳女歌星演員獎，成為金鐘史上蟬聯獲得此獎提名最多次的女歌手。 | 提名         |
| 1984年         |                            | 美國聖地牙哥大學【國際知名藝人榮譽獎】，美國雷根總統親函致賀。 | 獲獎         |
| 1984年         |                            | 何應欽將軍頒贈榮譽獎牌。 | 獲獎         |
| 1985年         | 飛上彩虹                   | 入圍第20屆金鐘獎最佳綜藝節目獎。 | 提名         |
| 1985年         |                            | 獲新加坡最受歡迎藝人榜首。 | 獲獎         |
| 1988年         | 我愛彩虹                   | 獲得第23屆金鐘獎最佳綜藝節目主持人、綜藝節目兩項提名。 | 提名         |
| 1991年         | 心肝寶貝                   | 該曲獲得第3屆金曲獎最佳年度歌曲（鳳飛飛）、作曲（羅大佑）、作詞（李坤城、羅大佑）三項提名。 | 提名         |
| 2010年         |                            | 全球華語音樂工作者之協作推廣機構“國際華語音樂聯盟”經三年籌備的“華語金曲奬”30年經典評選之《30年30人》第五位 | 獲獎         |
| 2012年         |                            | 桃園縣政府將鳳飛飛生日8月20日訂為「鳳飛飛日」，以紀念這位令人懷念及尊敬的國寶歌手。 | 獲獎         |
| 2012年5月15日  |                            | 國家褒揚令，是中華民國百年來第三位受頒歌手，代表鳳飛飛對國家的極大貢獻。 | 獲獎         |
| 2012年6月23日  |                            | 金曲獎頒獎典禮 以播放鳳飛飛懷念片段及以3D投射立體效果演唱代表歌曲，紀念鳳飛飛。 | 獲獎         |
| 2013年7月6日   |                            | 第24屆金曲獎特別貢獻獎。 | 獲獎（追頒） |
| 2013年10月25日 |                            | 第48屆金鐘獎特別貢獻獎。 | 獲獎（追頒） |
| 2018年         |                            | 在新加坡電臺通過全球聽眾票選當選位10位巨星中的巨星女歌手第一名。 | 獲獎（追頒） |

## 相關研究文獻
- 陳建志《流水年華鳳飛飛》，大塊文化，2009，ISBN：9789862131503
- 林煌坤《總要說再見 說唱台灣：sing@Taiwan 鳳飛飛 祝你幸福》，甯文創事，2012，ISBN：9789868754829
- 《情迷鳳飛飛：春寒數位修復紀實特刊 （页面存档备份，存于）》，國家電影中心，2014
- 《掌聲想起 鳳飛飛》，INK印刻文學生活雜誌，2022，ISBN：9789863876106

## 外部連結
- （繁體中文）鳳飛飛歌唱之旅 （页面存档备份，存于）（鳳飛飛唯一官方網站）
- 鳳飛飛在互联网电影资料库（IMDb）上的資料（英文）
- 鳳飛飛在香港影庫上的簡介
- 鳳飛飛在豆瓣上的资料（简体中文）
- 鳳飛飛在时光网上的簡介（简体中文）

| 前任： 甄妮 | 金鐘獎最佳女歌星演员獎 1982、1983 | 繼任： 萧孋珠 |